# Dalano Banton
Dalano Banton (Toronto, Ontario, 7 de noviembre de 1999) es un jugador de baloncesto canadiense que pertenece a la plantilla de los Portland Trail Blazers de la NBA. Con 2,03 metros de estatura, juega en la posición de base.

## Trayectoria deportiva

### Universidad
Jugó una temporada con los Hilltoppers de la Universidad de Kentucky Occidental, en la que promedió 3,4 puntos, 3,0 rebotes y 2,1 asistencias por partido. El 10 de abril de 2019 anunció su intención de ser transferido de los Hilltoppers, y posteriormente, el 1 de mayo anunció vía Twitter su compromiso con Nebraska.
Tras el año de parón que imponía la NCAA para las transferencias universitarias, jugó una temporada más con los Cornhuskers de la Universidad de Nebraska, en la que promedió 9,6 puntos, 5,9 rebotes y 3,9 asistencias por partido. Al término de la misma se declaró elegible para el Draft de la NBA, renunciando a los años que le quedaban en la universidad.

#### Estadísticas
| Año     | Equipo           | PJ       | PT       | MPP      | %TC      | %3P      | %TL      | RPP      | APP      | ROB      | TPP      | PPP      |
| ------- | ---------------- | -------- | -------- | -------- | -------- | -------- | -------- | -------- | -------- | -------- | -------- | -------- |
| 2018–19 | Western Kentucky | 31       | 12       | 15.1     | .402     | .216     | .559     | 3.0      | 2.1      | .5       | .5       | 3.4      |
| 2019–20 | Nebraska         | Redshirt | Redshirt | Redshirt | Redshirt | Redshirt | Redshirt | Redshirt | Redshirt | Redshirt | Redshirt | Redshirt |
| 2020–21 | Nebraska         | 27       | 22       | 27.3     | .411     | .247     | .659     | 5.9      | 3.9      | 1.0      | .9       | 9.6      |
| Total   | Total            | 58       | 34       | 20.8     | .408     | .237     | .631     | 4.3      | 2.9      | .7       | .7       | 6.3      |

### Profesional
Fue elegido en la cuadragésimo sexta posición del Draft de la NBA de 2021 por los Toronto Raptors, convirtiéndose en el primer canadiense elegido en el draft por la franqicia en su historia. El 14 de agosto firmó un contrato multianual con los Raptors. Hizo su debut profesional el 20 de octubre de 2021, en el partido inaugural de la temporada y en casa de los Raptors contra los Washington Wizards, y anotó los primeros puntos de su carrera en la NBA con un triple sobre la bocina al final del tercer cuarto. El 24 de noviembre de 2022 anotó 27 puntos, su récord personal, junto con cuatro rebotes, cuatro asistencias, tres robos y dos tapones, en la victoria por 115-111 sobre los Detroit Pistons.
Tras dos temporadas en Toronto, el 16 de julio de 2023, firma como agente libre un contrato dual con Boston Celtics.
El 8 de febrero de 2024 es traspasado a Portland Trail Blazers. El 27 de marzo anotó un nuevo récord personal de 31 puntos junto con 5 rebotes y 9 asistencias en una derrota por 120-106 ante los Atlanta Hawks. En el último partido de la temporada de Portland contra los Sacramento Kings el 14 de abril, Banton anotó 0 de 15 tiros desde la línea de tres puntos. De esta manera, se convirtió en el primer jugador en la historia de la NBA en intentar tantos tiros de tres puntos sin acertar.
El 4 de noviembre de 2024, anotó 20 puntos en menos de 12 minutos en una victoria por 118-100 sobre los New Orleans Pelicans, la primera vez que se lograba esta hazaña en la historia de la franquicia, la séptima en la que un jugador logra hacerlo en toda la NBA.

### Selección nacional
En septiembre de 2022 disputó con el combinado absoluto canadiense el FIBA AmeriCup de 2022, finalizando en cuarta posición.

## Estadísticas de su carrera en la NBA

### Temporada regular
| Año     | Equipo   | PJ  | PT | MPP  | %TC  | %3P  | %TL  | RPP | APP | ROB | TPP | PPP  |
| ------- | -------- | --- | -- | ---- | ---- | ---- | ---- | --- | --- | --- | --- | ---- |
| 2021-22 | Toronto  | 64  | 1  | 10.9 | .411 | .255 | .591 | 1.9 | 1.5 | .4  | .2  | 3.2  |
| 2022-23 | Toronto  | 31  | 2  | 9.0  | .423 | .294 | .708 | 1.5 | 1.2 | .4  | .4  | 4.6  |
| 2023-24 | Boston   | 24  | 1  | 7.1  | .373 | .125 | .800 | 1.5 | .8  | .2  | .1  | 2.3  |
| 2023-24 | Portland | 30  | 8  | 29.2 | .408 | .311 | .780 | 4.8 | 3.6 | .9  | .6  | 16.7 |
| 2024-25 | Portland | 67  | 7  | 16.7 | .391 | .324 | .728 | 2.0 | 2.4 | .6  | .5  | 8.3  |
| Total   | Total    | 216 | 19 | 14.5 | .402 | .304 | .728 | 2.2 | 2.0 | .5  | .4  | 6.8  |

### Playoffs
| Año   | Equipo  | PJ | PT | MPP | %TC   | %3P | %TL  | RPP | APP | ROB | TPP | PPP |
| ----- | ------- | -- | -- | --- | ----- | --- | ---- | --- | --- | --- | --- | --- |
| 2022  | Toronto | 4  | 0  | 2.0 | 1.000 | —   | .500 | .5  | .3  | .3  | .0  | 1.8 |
| Total | Total   | 4  | 0  | 2.0 | 1.000 | —   | .500 | .5  | .3  | .3  | .0  | 1.8 |